# Harry Babcock
Harold Stoddard Babcock, detto Harry (Pelham Manor, 15 dicembre 1890 – Norwalk, 5 giugno 1965), è stato un astista statunitense.

## Biografia
Ai Giochi della V Olimpiade vinse l'oro nel salto con l'asta ottenendo un risultato migliore degli statunitensi Frank Nelson e Marcus Wright premiati con la medaglia d'argento e di Bertil Uggla, William Happenny e Frank Murphy.

## Palmarès
| Anno | Manifestazione  | Sede      | Evento           | Risultato | Misura | Note            |
| ---- | --------------- | --------- | ---------------- | --------- | ------ | --------------- |
| 1912 | Giochi olimpici | Stoccolma | Salto con l'asta | Oro       | 3,95 m | Record olimpico |